# Ruppertenrod
Ruppertenrod ist ein Ortsteil der Gemeinde Mücke im mittelhessischen Vogelsbergkreis. 

## Geographie
Das Straßendorf liegt am Fuße des Geiseberges an der Ohm. Im Ort treffen sich die Bundesstraße 49, die Landesstraße 3073 und die Kreisstraße 45.

## Geschichte

### Ortsgeschichte
Der auf das Suffix -rod endende Ortsname lässt auf eine Gründung in der mittelalterlichen Rodungszeit schließen.
Die älteste schriftliche Erwähnung von Ruppertenrod erfolgte im Jahr 1151: „curtam unam in Rupretherode“ (einen Hof in Ruppertenrode). Die Ersterwähnung findet sich in einem Kopiar aus der zweiten Hälfte des 13. Jahrhunderts.
In einer Urkunde aus dem Jahre 1330 heißt es: „Ruprachtirrode“, schließlich in einem Kopialbuch 1498: „Rupertenrode“.
Der Ortsname leitet sich von dem Rufnamen „Ruoprecht, Ruppert“ ab.
Die Fachwerkkirche steht mitten im Dorf. Sie wurde 1710 eingeweiht. 1851 wurde eine Orgel eingebaut.
Die Statistisch-topographisch-historische Beschreibung des Großherzogthums Hessen berichtet 1830 über Ruppertenrod:

„Ruppertenrod (L. Bez. Grünberg) evangel. Filialdorf; liegt im Vogelsberg an der Ohm, 2 St. von Grünberg, so wie an der von Giessen nach Alsfeld ziehenden Chaussee, und gehört dem Freiherrn von Riedesel. Man findet 133 Häuser und 738 Einwohner, die außer 2 Katholiken evangelisch sind, so wie 1 Kirche, 3 Mahl- und 3 Oelmühlen und 1 Rathhaus, mit welchem die Schule verbunden ist. Unter den Handwerkern sind besonders die Leineweber und Brandeweinbrenner zu bemerken. Schon im Jahr 1151 wurde das Kloster Arnsburg mit Gütern zu Ruprecherode beschenkt.“

Hessische Gebietsreform (1970–1977)
Zum 1. Oktober 1971 wurde die bis dahin selbständige Gemeinde Ruppertenrod im Zuge der Gebietsreform in Hessen zeitgleich mit zwei weiteren Gemeinde auf freiwilliger Basis in die Gemeinde Mücke eingegliedert.
Für alle durch die Gebietsreform nach Mücke eingegliederten Gemeinden wurden Ortsbezirke  gebildet.

### Verwaltungsgeschichte im Überblick
Die folgende Liste zeigt die Staaten und Verwaltungseinheiten, denen Ruppertenrod angehört(e):
- vor 1567: Heiliges Römisches Reich, Gericht Ober-Ohmen der Freiherren Riedesel zu Eisenbach[12]
- 1604–1648: Heiliges Römisches Reich, strittig zwischen Landgrafschaft Hessen-Darmstadt und Landgrafschaft Hessen-Kassel (Hessenkrieg)
- ab 1627: Heiliges Römisches Reich, Oberherrschaft: Landgrafschaft Hessen-Darmstadt, Gericht Ober-Ohmen der Freiherren Riedesel zu Eisenbach
- 1787: Heiliges Römisches Reich, Landgrafschaft Hessen-Darmstadt, Oberfürstentum Hessen, Amt Grünberg, Gericht Ober-Ohmen der Freiherren Riedesel zu Eisenbach
- ab 1806: Großherzogtum Hessen,[Anm. 2] Fürstentum Oberhessen, Amt Grünberg, Gericht Ober-Ohmen der Freiherren Riedesel zu Eisenbach[13][14]
- ab 1815: Großherzogtum Hessen[Anm. 3], Provinz Oberhessen, Amt Grünberg, Amt Grünberg, Gericht Ober-Ohmen
- ab 1821: Großherzogtum Hessen, Provinz Oberhessen, Landratsbezirk Grünberg[Anm. 4]
- ab 1832: Großherzogtum Hessen, Provinz Oberhessen, Kreis Grünberg
- ab 1848: Großherzogtum Hessen, Regierungsbezirk Gießen
- ab 1852: Großherzogtum Hessen, Provinz Oberhessen, Kreis Grünberg
- ab 1867: Norddeutscher Bund[Anm. 5], Großherzogtum Hessen, Provinz Oberhessen, Kreis Grünberg
- ab 1871: Deutsches Reich, Großherzogtum Hessen, Provinz Oberhessen, Kreis Grünberg
- ab 1874: Deutsches Reich, Großherzogtum Hessen, Provinz Oberhessen, Kreis Alsfeld
- ab 1918: Deutsches Reich (Weimarer Republik), Volksstaat Hessen, Provinz Oberhessen, Kreis Alsfeld
- ab 1938: Deutsches Reich, Landkreis Alsfeld[15][Anm. 6]
- ab 1945: Amerikanische Besatzungszone,[Anm. 7] Groß-Hessen, Regierungsbezirk Darmstadt, Landkreis Alsfeld
- ab 1946: Amerikanische Besatzungszone, Land Hessen, Regierungsbezirk Darmstadt, Landkreis Alsfeld
- ab 1949: Bundesrepublik Deutschland, Land Hessen, Regierungsbezirk Darmstadt, Landkreis Alsfeld
- ab 1971: Bundesrepublik Deutschland, Land Hessen, Regierungsbezirk Darmstadt, Landkreis Alsfeld, Gemeinde Mücke[Anm. 8]
- ab 1972: Bundesrepublik Deutschland, Land Hessen, Regierungsbezirk Darmstadt, Vogelsbergkreis, Gemeinde Mücke
- ab 1981: Bundesrepublik Deutschland, Land Hessen, Regierungsbezirk Gießen, Vogelsbergkreis, Gemeinde Mücke

### Gerichte seit 1803
In der Landgrafschaft Hessen-Darmstadt wurde mit Ausführungsverordnung vom 9. Dezember 1803 das Gerichtswesen neu organisiert. Für die Provinz Oberhessen wurde das Hofgericht Gießen als Gericht der zweiten Instanz eingerichtet. Die Rechtsprechung der ersten Instanz wurde durch die Ämter bzw. Standesherren vorgenommen und somit war für Ruppertenrod das „Patrimonialgericht der Freiherren Riedesel zu Eisenbach“ in Ober-Ohmen zuständig. 
Das Hofgericht war für normale bürgerliche Streitsachen Gericht der zweiten Instanz, für standesherrliche Familienrechtssachen und Kriminalfälle die erste Instanz. Übergeordnet war das Oberappellationsgericht Darmstadt. 
Mit der Gründung des Großherzogtums Hessen 1806 wurde diese Funktion beibehalten, während die Aufgaben der ersten Instanz 1821 im Rahmen der Trennung von Rechtsprechung und Verwaltung auf die neu geschaffenen Land- bzw. Stadtgerichte übergingen. 1821 traten die Freiherren Riedesel zu Eisenbach ihre Recht am Gericht Ober-Ohmen an das Großherzogtum Hessen ab. „Landgericht Grünberg“ war daher von 1822 bis 1879 die Bezeichnung für das erstinstanzliche Gericht das für Ruppertenrod zuständig war.
Anlässlich der Einführung des Gerichtsverfassungsgesetzes mit Wirkung vom 1. Oktober 1879, infolge derer die bisherigen großherzoglich hessischen Landgerichte durch Amtsgerichte an gleicher Stelle ersetzt wurden, während die neu geschaffenen Landgerichte nun als Obergerichte fungierten, kam es zur Umbenennung in „Amtsgericht Grünberg“ und Zuteilung zum Bezirk des Landgerichts Gießen.
Am 1. Juli 1968 erfolgte die Auflösung des Amtsgerichts Grünberg, Ruppertenrod wurde dem Amtsgericht Alsfeld zugelegt.
In der Bundesrepublik Deutschland sind die übergeordneten Instanzen das Landgericht Gießen, das Oberlandesgericht Frankfurt am Main sowie der Bundesgerichtshof als letzte Instanz.

### Bevölkerung

#### Einwohnerentwicklung
| • 1800: | 620 Einwohner                       |
| • 1806: | 680 Einwohner, 124 Häuser           |
| • 1829: | 738 Einwohner, 133 Häuser           |
| • 1867: | 746 Einwohner, 137 bewohnte Gebäude |
| • 1875: | 743 Einwohner, 141 bewohnte Gebäude |

| Ruppertenrod: Einwohnerzahlen von 1800 bis 2022 | Ruppertenrod: Einwohnerzahlen von 1800 bis 2022 | Ruppertenrod: Einwohnerzahlen von 1800 bis 2022 | Ruppertenrod: Einwohnerzahlen von 1800 bis 2022 | Ruppertenrod: Einwohnerzahlen von 1800 bis 2022 |
| --- | ----------------------------------------------- | ----------------------------------------------- | ----------------------------------------------- | ----------------------------------------------- |
| Jahr |                                                 |                                                 |                                                 | Einwohner                                       |
| 1800 | 1800                                            |                                                 | 620                                             | 620                                             |
| 1806 | 1806                                            |                                                 | 680                                             | 680                                             |
| 1829 | 1829                                            |                                                 | 738                                             | 738                                             |
| 1834 | 1834                                            |                                                 | 764                                             | 764                                             |
| 1840 | 1840                                            |                                                 | 827                                             | 827                                             |
| 1846 | 1846                                            |                                                 | 863                                             | 863                                             |
| 1852 | 1852                                            |                                                 | 780                                             | 780                                             |
| 1858 | 1858                                            |                                                 | 745                                             | 745                                             |
| 1864 | 1864                                            |                                                 | 737                                             | 737                                             |
| 1871 | 1871                                            |                                                 | 770                                             | 770                                             |
| 1875 | 1875                                            |                                                 | 743                                             | 743                                             |
| 1885 | 1885                                            |                                                 | 774                                             | 774                                             |
| 1895 | 1895                                            |                                                 | 729                                             | 729                                             |
| 1905 | 1905                                            |                                                 | 726                                             | 726                                             |
| 1910 | 1910                                            |                                                 | 717                                             | 717                                             |
| 1925 | 1925                                            |                                                 | 677                                             | 677                                             |
| 1939 | 1939                                            |                                                 | 684                                             | 684                                             |
| 1946 | 1946                                            |                                                 | 992                                             | 992                                             |
| 1950 | 1950                                            |                                                 | 951                                             | 951                                             |
| 1956 | 1956                                            |                                                 | 816                                             | 816                                             |
| 1961 | 1961                                            |                                                 | 790                                             | 790                                             |
| 1967 | 1967                                            |                                                 | 779                                             | 779                                             |
| 1970 | 1970                                            |                                                 | 802                                             | 802                                             |
| 1980 | 1980                                            |                                                 | ?                                               | ?                                               |
| 1990 | 1990                                            |                                                 | ?                                               | ?                                               |
| 2000 | 2000                                            |                                                 | ?                                               | ?                                               |
| 2011 | 2011                                            |                                                 | 798                                             | 798                                             |
| 2015 | 2015                                            |                                                 | 761                                             | 761                                             |
| 2022 | 2022                                            |                                                 | 787                                             | 787                                             |
| Datenquelle: Historisches Gemeindeverzeichnis für Hessen: Die Bevölkerung der Gemeinden 1834 bis 1967. Wiesbaden: Hessisches Statistisches Landesamt, 1968. Weitere Quellen: LAGIS; Gemeinde Mücke; Zensus 2011 |                                                 |                                                 |                                                 |                                                 |

#### Einwohnerstruktur 2011
Nach den Erhebungen des Zensus 2011 lebten am Stichtag dem 9. Mai 2011 in Ruppertenrod 798 Einwohner. Darunter waren 15 (1,9 %) Ausländer.
Nach dem Lebensalter waren 144 Einwohner unter 18 Jahren, 306 zwischen 18 und 49, 204 zwischen 50 und 64 und 144 Einwohner waren älter.
Die Einwohner lebten in 309 Haushalten. Davon waren 69 Singlehaushalte, 87 Paare ohne Kinder und 117 Paare mit Kindern, sowie 27 Alleinerziehende und 9 Wohngemeinschaften. In 51 Haushalten lebten ausschließlich Senioren und in 204 Haushaltungen lebten keine Senioren.

#### Religionszugehörigkeit
| • 1829: | 736 evangelische, 2 katholische Einwohner                           |
| • 1961: | 687 evangelische (= 86,96 %), 100 katholische (= 12,66 %) Einwohner |

## Politik
Ortsbeirat
Für Ruppertenrod besteht ein Ortsbezirk (Gebiete der ehemaligen Gemeinde Ruppertenrod) mit Ortsbeirat und Ortsvorsteher nach der Hessischen Gemeindeordnung.
Der Ortsbeirat besteht aus sieben Mitgliedern. Bei den Kommunalwahlen in Hessen 2021 betrug die Wahlbeteiligung zum Ortsbeirat 61,88 %. Es wurden gewählt: drei Mitglieder der „Bürgerliste Ruppertenrod“ (BLR) und vier Mitglieder der „Freien Wähler“ (FW). Der Ortsbeirat wählte Loris Dominic Plate (FW) zum Ortsvorsteher.

## Wirtschaft und Infrastruktur
Den öffentlichen Personennahverkehr stellt die Buslinie VB-92 der Verkehrsgesellschaft Oberhessen her.